# Nikolaj Krasnikov
Nikolaj Krasnikov, född 4 februari 1985 i Ufa i Sovjet, död 16 juni 2025, var en rysk isracingsförare som under 2000-talet dominerat sporten, med många VM-guld både individuellt och i lag.
2009 blev Krasnikov den förste någonsin att vinna ett individuellt VM-guld 5 år i rad och 2011 blev han den meste individuella VM-guldmedaljören någonsin med sina 7 titlar. Sviten spädde han på när han 2012 vann sin åttonde raka VM-titel.

## VM-meriter
- Individuellt 
  - Guld 2005, 2006, 2007, 2008, 2009, 2010, 2011, 2012
  - Brons 2004

- Lag
  - Guld 2004, 2005, 2006, 2007, 2008, 2009, 2010, 2011, 2012